# Logan (Iowa)
Logan is een plaats (city) in de Amerikaanse staat Iowa en valt bestuurlijk gezien onder Harrison County.

## Demografie
Bij de volkstelling in 2000 werd het aantal inwoners vastgesteld op 1545. In 2006 is het aantal inwoners door het United States Census Bureau geschat op 1294, een daling van 251 (-16,2%).

## Geografie
Volgens het United States Census Bureau beslaat de plaats een oppervlakte van 2,6 km², geheel bestaande uit land. Logan ligt op ongeveer 331 m boven zeeniveau.

## Plaatsen in de nabije omgeving
De onderstaande figuur toont nabijgelegen plaatsen in een straal van 20 km rond Logan.